# ゲゲゲの鬼太郎 (実写映画)
『ゲゲゲの鬼太郎』（ゲゲゲのきたろう）は、水木しげるの同名の漫画作品を実写映画化した日本映画作品。
- 第1作目『ゲゲゲの鬼太郎』、2007年4月28日公開。興行収入23.4億円[1]。
- 第2作目『ゲゲゲの鬼太郎 千年呪い歌』（ゲゲゲのきたろう せんねんのろいうた）、2008年7月12日公開。興行収入14.5億円[2]。

主人公の鬼太郎の外見年齢が青年に設定されているなど、原作との相違点がいくつか存在する。なお、鬼太郎役はウエンツ瑛士が演じた。過去に実写として製作された作品は2作あるが、劇場公開用映画として製作されたのは初である。

## 第1作目『ゲゲゲの鬼太郎』
ストーリーは、原作「天狐」「妖怪大裁判」「妖怪列車」の3エピソードをベースにしつつ、人間の少女と鬼太郎の淡い恋路などの要素を織り交ぜたオリジナルストーリーとなっている。
2005年に松竹により製作が発表された。この席では監督は堤幸彦で2006年の公開と発表され、鬼太郎役のイメージはウエンツではなく堂本剛であると語られている。
撮影は、2006年の5月と6月の2か月に渡って行われた。妖怪は実際に俳優が演じているが、目玉おやじや一反木綿、ぬり壁などの人間がそのまま演じるのが不可能な役はVFXによって再現され、著名人が声をあてている。特に歴代目玉おやじの声をあてた田の中勇はアニメ版や過去の実写作品まで全てで声をあてることになった。

### ストーリー
ゲゲゲの森。そこでは鬼太郎をはじめとする妖怪たちが暮らしていた。
茶谷建設が強引に建設を進めるレジャーランド計画によって立ち退きを迫られている近くの団地では、妖怪が出現して転居を拒む住民を脅かしていた。それは茶谷建設に雇われて強引な住民対策を行っていたねずみ男が手引きをしていたのだった。団地に住む少年・三浦健太は鬼太郎に手紙を出して助けを求める。
鬼太郎に悪事を悟られたねずみ男は退散するがその帰り道、ねずみ男は廃墟の稲荷社殿の地下で光り輝く謎の石を見つけ、宝石と思い質屋に売ってしまった。だが、その石こそ邪悪な妖怪や人間の怨念が凝縮された「妖怪石」だった。さらには質屋が目を離した隙に、たまたま店を訪れていた健太の父が石の魔力に拐かされて石を盗んでしまった。石を管理していた妖狐一族の空狐は怒り狂い、配下の気狐を従えて石の在処を追う。しかし空狐の本心は、これを機に石の力を使って人間を支配しようという魂胆だった。
善と悪、様々な妖怪たちを巻き込む鬼太郎の史上最大のピンチの戦いが今、始まろうとしていた。

### 登場人物

#### 鬼太郎ファミリー
鬼太郎
本作品の主人公。幽霊族の生き残り。350歳、墓の下中学中退。普段はゲゲゲの森でのんびりと暮らしているが、その純粋な正義感から、トラブルを抱えた人間からの手紙が届くと人間界に赴く。髪の毛針やリモコン下駄、先祖の霊毛で編んだチャンチャンコで戦う。
今回は妖怪石を手にした三浦姉弟を守るため、史上最大のピンチの戦いが始まる。
猫娘
半妖怪。400歳。勝気だがしっかりもの。鬼太郎の幼馴染で墓の下中学も同級（鬼太郎と違い卒業している。鬼太郎とは彼が中退後も現在までずっと付き合っている）。普段は人間と変わらぬ姿だが戦闘時は、普段隠されている猫の本性が現れる。鋭い爪牙が最大の武器。鬼太郎に恋心を抱いている。好物はカツオ節。踊りも好き。
ねずみ男
半妖怪。1000歳。鬼太郎の悪友。欲望に忠実かつ口数の多い性格で、常に人間界に出向き、あこぎなビジネスを行っている。力は弱いが屁や口臭の臭さは強烈。金がからむと鬼太郎を裏切る。本作品は妖怪石を盗み、裁判で鬼太郎を裏切ったため、事件後は鬼太郎から絶交宣言される。
砂かけ婆
妖怪アパートを経営する老人妖怪。短気だが、正義感が強い。砂を自由自在に操り、爪から出す大量の砂で攻撃する。弱い妖怪たちに慕われており、保護者のような存在。ミネラル入りの砂で作った砂かけおにぎりも食べさせている。
子なき爺
老人妖怪。敵に抱きつき石化し、身動きを取れなくさせる。持っている杖で相手を叩きのめす格闘戦も得意。砂かけ婆とは腐れ縁の仲。輪入道の友人。
一反木綿
布切れの妖怪。鬼太郎を乗せて遠隔地への移動、飛行能力を持つ敵の追跡や戦闘で大活躍してくれる心強い味方。生命力が強く切られても水を付ければ再生する。締め上げて攻撃する。
ぬり壁
温厚な巨大な壁の妖怪。両手に左官のコテを持っている。巨大化して鉄壁になり敵の攻撃を防ぎ、敵を体に塗りこんでしまう。
目玉おやじ
妖怪に詳しい鬼太郎の父親。かつてはミイラ男のような姿だった。鬼太郎が生まれる時に不治の病にかかっており肉体は消滅したが息子を案じるあまり、目玉に手足がついて生き返った。世界中を放浪しており、あらゆる妖怪について博学で、鬼太郎に様々な助言をする。趣味は茶碗風呂。人間と妖怪の交際は絶対に反対派であるが「人間とは必ず死ぬ生き物だから二度と会えなくなる」のがその理由である。

#### 人間
三浦実花（みうら みか）
本作品のヒロイン。弟想いの女子高生。目に見えて触れるものしか信じない現実派。
意思の強い性格で、妖怪そのものはいないと否定し馬鹿にしていたが、鬼太郎と出会うことで事件に巻き込まれる。鬼太郎との事件後、モノワスレに記憶を消されてしまった。
三浦健太（みうら けんた）
実花の弟。鬼太郎に手紙を投函。将来の夢は野球選手。鬼太郎との事件後、姉と同じくモノワスレに記憶を消されてしまった。
三浦晴彦（みうら はるひこ）
実花の父親。妻を亡くした後、男手一つで実花と健太を育ててきた。
妖怪石を手にし、健太に石を預けた後に警察に捕まり命を落としてしまうが、鬼太郎の助力で黄泉の国に来た実花と健太と再会し、健太の強い想いで復活した（遺体は既に霊安室に運び込まれていたため、生き返った際はその場にいた看護師たちを驚かせてしまった）。
そば屋店主
とあるそば屋の店主。
田中家
三浦姉弟と同じ団地に住む一家で、夫・正人、妻・さち子、娘・愛の3人家族。妖怪に驚かされたが、現れた鬼太郎に助けられた。
亮、勇
健太の親友。
珍宝屋の店主
ねずみ男が妖怪石を宝石と思い込んで売ってしまった珍宝屋の店主。目を離した隙に晴彦に石を奪われてしまう。
教師
実花の学校の教師。突然教室にやってきた鬼太郎に驚く。
天童ユメコ
アニメ版第3作のヒロイン。妖怪の存在を知っている。本作品のノベライズ版では健太の友人の従姉という設定であり、鬼太郎および妖怪ポストの話を教えていた。

#### 妖怪
輪入道
火炎を上げて燃える車輪に坊主頭の顔が付いた妖怪。強い妖力で唯一黄泉の国へ行ける妖怪機関車を動かせる。妻のろくろ首には唯一頭があがらない。機関車を動かす代わりに鬼太郎に夫婦喧嘩の仲裁を頼んだ。
ろくろ首
昼間は普通の女性だが、夜になると首を長く伸ばす。墓の下倶楽部で踊るのが好き。名前は「和江」という。輪入道が唯一頭の上がらない人物。ノベライズ版には未登場。
傘化け
古い傘の妖怪。人を脅かす。優柔不断な性格。
べとべとさん
弱くて恥ずかしがりや。体は弾力がある。透明な寒天のような皮で覆われている。
ぬっぺふほふ
廃寺などに住む肉塊の妖怪。
化け草履
100年使われた草履が変化。履物の霊の整理をしている。成仏できない履物たちを集めて、靴やブーツなどを粗末にした人間を懲らしめることもある。
貧乏神
墓の下倶楽部のオーナー。ノベライズ版には未登場。
大天狗
圧倒的な神通力を使う天狗。妖怪法廷ただ一人の裁判長。歴代続く裁判官一家の出身で、常に先祖が作り上げた「妖怪六法全書」を持っている。ねずみ男に騙されて、鬼太郎に釜茹で500年の判決を言い渡す。鬼太郎が妖怪石を持ってこなければ目玉おやじと砂かけ婆を釜茹でにすると決めたが、鬼太郎が持ってきたため、驚愕した。
天狗裁判官
大天狗の部下の2体。
天狗ポリス
妖怪ポリスとして働くカラス天狗の集団。妖怪界を混乱に陥れるような罪人を捕えるべく活動している。人間界から持ち込んだ銃器や魔力を持つ白蛇の手錠を使用する。今回は空狐に騙され、鬼太郎を誤認逮捕してしまう。鬼太郎が妖怪石を持ってきたときには、釜茹でにされそうだった目玉おやじをうっかり釜に落として火傷を負わせてしまった。
天狐
妖狐族の最高位。他の妖狐族とは違い、悪さをすることは一切ない。3500年前に、悪の妖怪たちが作り上げた妖怪石を封じ込めたという伝説が残っている。人間や妖怪たちの前にも決して姿を現さない。自分の言葉も聞かない空狐をただの子狐に変え、鬼太郎にある条件を与える。
空狐
本作品の真の敵。妖狐族の2番目。望み通りに姿を変えることができる。人間界にも潜んでいるといわれる。その能力によっては、地水火風を自在に操り、人間界の歴史上の戦争にも影響を与えたと伝えられている。人間に化ける能力も持ち、実花と健太の母方の叔父に化けた。機関車の中で鬼太郎と戦い、最後は天狐の言葉も聞かずにただの子狐にされた。
気狐
妖狐族。空狐と共に鬼太郎や三浦姉弟を襲った。空狐と同じく人間に化ける能力も持ち、サングラスにスーツ姿のヤクザを思わせる人間に化けた（ただし、言葉を話せないため、ジェスチャーを使っている）。
百々爺
悪知恵が得意な爺の妖怪。武器はミサイルのように発射する鼻毛針。ねずみ男も脅していた。
見上げ入道
一つ目の法師姿の妖怪。空気を自由に操る。
鬼太郎に懲らしめられたことを恨んでおり、ねずみ男も脅していた。
丸毛
ノベライズ版のみ登場する。かつて鬼太郎によって逆柱の奴隷から解放された小妖怪。
百々爺たちに睨まれて鬼太郎を弁護できなかったが、その罪滅ぼしとして、脱走した鬼太郎が天狗ポリスに見つからず合流できる様に三浦姉弟を誘導した。
モノワスレ
目玉おやじの親友。自然や草花を愛する妖怪。持っている花（忘れ草）の媒体は花粉を嗅いだ人間の記憶を一夜にして消す。目玉おやじとは時折一緒に酒を酌み交わす間柄であるが、鬼太郎たちは会ったことがない。事件後に実花と健太から鬼太郎の記憶を消した。

### キャスト
- 鬼太郎：ウエンツ瑛士
- 三浦実花：井上真央
- 猫娘：田中麗奈
- ねずみ男：大泉洋
- 砂かけ婆：室井滋
- 子なき爺：間寛平
- 目玉おやじ：田の中勇（声の出演）
- 三浦晴彦：利重剛
- 三浦健太：内田流果
- 空狐：橋本さとし
- 一反木綿：柳沢慎吾（声の出演）
- ぬり壁：伊集院光（声の出演）
- 見上げ入道：石原良純（声の出演）
- 傘化け：デーブ・スペクター（声の出演）
- ぬっぺふほふ：きたろう（声の出演）
- 化け草履：立川志の輔（声の出演）
- べとべとさん：石井一久（声の出演）
- 天狗ポリス：安田顕（声の出演）
- 他の妖怪：最上嗣生、四宮豪、牧野秀紀、田久保修平、岡林史泰、高橋研二、中西尚也、日野未歩、山口享佑子、皆川典子（声の出演）
- 珍宝堂店主：六平直政
- 三浦実花・健太の母：川越美和
- 警官：土井よしお
- 妖怪バンド：高木壮太、飯島カズヒロ、前田マサト、山崎ごう
- 飲んだくれの妖怪：藤田美歌子
- 無口な妖怪：康実紗
- 井上刑事：谷口高史
- 前田刑事：猪野学
- 若手の刑事：田村ツトム
- 管理人：芦屋小雁
- 田中正人：松澤一之
- 田中さち子：広岡由里子
- 田中愛：鈴木かすみ
- 勇：前田航基（まえだまえだ）
- 亮：小山浩暉
- 看護婦：植松真美
- 主婦：藤みずき、中川絵美
- 男おばさん：笠井信輔
- 社長：鶴田忍
- 教師：モト冬樹
- そば屋店主：竹中直人
- 作業員：北島義明、湯川崇、大石昭弘
- 現場監督：日野陽仁
- つるべ火：軽部真一
- 百々爺：神戸浩
- 貧乏神：藤井隆
- 天狗裁判官：竹嶋康成
- ろくろ首胴体：柴田洋子
- 見上げ入道：加藤重樹
- 天狗ポリス：東田達夫
- 気狐：仲野毅、中島宗博、山元隆弘、小倉敏博、塚田知紀
- ろくろ首：YOU
- 天狐：小雪
- 大天狗裁判長：中村獅童（特別出演）
- モノワスレ：谷啓（特別出演）
- 輪入道：西田敏行

### スタッフ
- 監督：本木克英
  - 2005年度の松竹映画ラインナップ計画の発表時には堤幸彦が監督をすることになっていたが、2006年5月に映画製作が正式発表された際に変更された（変更に至った理由は不明）。
- 脚本：羽原大介、本木克英
- CG：セントロ・デジタル・ピクチャーズほか28組
- 音楽：中野雄太・TUCKER
- ビューティー・ディレクター：柘植伊佐夫
- アクションコーディネーター：諸鍛冶裕太
- 製作者：松本輝起・亀山千広
- 企画：北川淳一・清水賢治
- エグゼクティブプロデューサー：榎望
- プロデューサー：石塚慶生・上原寿一
- アソシエイトプロデューサー：伊藤仁吾
- フィルムパートナーズ代表：島本雄二、渡辺純一、周防郁雄、中村美香、竹中一博、雲出幸治、喜多埜裕明
- 撮影：佐々木原保志
- 照明：牛場賢二
- 美術：稲垣尚夫
- 録音：弦巻裕
- 編集：川瀬功
- VFXスーパーバイサー：長谷川靖
- 特殊メイク：江川悦子
- 衣装デザイナー：ひびのこづえ
- 助監督：井上昌典
- 製作主任：砥川元宏
- 製作担当：高坂光幸
- 音楽プロデューサー：安井輝
- ラインプロデューサー：小松次郎
- 製作協力：松竹京都映画株式会社
- 企画・製作：松竹
- 製作：「ゲゲゲの鬼太郎」フィルムパートナーズ（松竹・フジテレビ・電通・スカパー・ウェルシンク・バーニングプロダクション・PPM・バンダイ・読売広告社・Yahoo! JAPAN）

#### 主題歌
オープニング
「ゲゲゲの鬼太郎」小池徹平
エンディング
「Awaking Emotion 8/5」ウエンツ瑛士（ユニバーサルミュージック）

### 小説
- 『ゲゲゲの鬼太郎』原案：水木しげる 著：沢村光彦（2007年4月25日発売）/角川書店刊（ISBN 4-04-192923-7）

ストーリーの大枠は映画版に準じているが、物語中のエピソードや最後のオチのつけ方など映画と異なる部分も少なくない。

### 制作余話
本来、鬼太郎は母岩子の遺伝（または、誕生時に血液銀行の水木行員によって墓石に投げつけられた際に左目を失明）で左目は四谷怪談のお岩のように潰れている、というのが一般的定説である。ところが、実写映画では両目を見せるカットが複数ある。特に髪の毛針を全て撃ち切って丸坊主になるシーンでは両目をはっきりと見せているなど、カメラアングルミスなどでうっかり左目が映り込んでしまったという類のものではないことが分かる（原作では、片目の穴に目玉おやじが入って両目、という設定もあるが）。そのため、共演者の井上真央からバラエティ番組で「鬼太郎には両目があった」と公言されてしまった。
2作目公開後に行われた1作目の上映イベント（監督・プロデューサーによる生解説）で両目を映した謎が明かされた。監督曰く、「実写で片目が無いと不気味過ぎると思ったから」。撮影当初は片目が無い設定できちんと隠して撮影していたが、途中から変更したらしい。
子なき爺の台詞は、役を演じる寛平の話し方に合わせて関西弁となっている。
そば屋店主役の竹中は1985年にフジテレビ系で放送された『月曜ドラマランド ゲゲゲの鬼太郎』でねずみ男を演じており、本作品は竹中の強い希望があっての出演で、あえて本作品からねずみ男を演じる大泉と絡みのある役どころとなった。
脚本はシナリオ雑誌などで公表されているが、公開作とは大枠こそ共通しているものの細部や結末が大きく異なっている。

## 第2作目『ゲゲゲの鬼太郎 千年呪い歌』
前作に引き続き鬼太郎役はウエンツで、鬼太郎ファミリーも全員前作と同じキャストが続投。前作では漫画らしさを意識して作られた鬼太郎のかつらや猫娘の衣装が変わり、映像も暗めのトーンで一貫しているなど、より雰囲気を原作に近づけて写実的にされた。ヒロイン役に起用されたのは北乃きいであった。
原作の複数エピソードがベースとなった前作とは違い、本作品は原作の設定やシーンをモチーフにした描写はいくつかあるが、完全オリジナルストーリーである。
企画は前作公開の次の日から始まり、撮影は2007年12月から2008年3月まで行われた。
なお、ぬらりひょんの役を演じた緒形拳がこの公開直後の2008年10月5日に71歳で死去したため、緒形の映画出演としてはこれが遺作となった。また、目玉おやじの声を1968年のテレビアニメシリーズ第1作から長年演じた田の中勇もこの翌年3月まで同シリーズ第5作で担当し続けたが、2010年1月13日に死去したためアテレコでも実写映画に出演したという意味で最後の作品となってしまった。

### ストーリー（第2作目）
1000年前に起こった悲劇と鬼太郎の誕生からすべては始まった。
聞くと死んでしまうという「かごめ歌」を聞いてしまった少女・比良本楓を鬼太郎たちが助けようとする。妖怪・濡れ女によって手にウロコができる呪いをかけられ、48時間以内に呪いを解かないと楓は死んでしまう。鬼太郎たちは楓を襲う悪霊の呪いを封じるための儀式「護人囃子の儀」を行うため、篳篥など五つの古代楽器集めに奔走するが、やがて千年前の濡れ女の悲劇を聞かされる。人間の海人に恋をし、人間となって夫婦と結ばれ、子どももできたが、妖怪であると知った村人たちが「鬼道衆」として二人の仲を引き裂き、濡れ女を封印。「鬼道衆」の末裔の楓は封印を解かれた濡れ女から呪われたのだ。先祖の話を知った楓は激しく動揺。
「幽霊族」である鬼太郎も先祖が人間に滅ぼされたという事実をぬらりひょんから聞かされて動揺。目玉親父も隠していたのだった。それでも人間たちを妖怪たちから守ろうと決意。異国の妖怪である夜叉から攻撃を受け、猫娘も倒れる。絶体絶命のピンチで鬼太郎たちはぬらりひょんの怨念ゾーンへ行き、楓は濡れ女に人間たちを信じて欲しいと訴える。鬼太郎の力で甦った海人と再会を果たした濡れ女は海人の真実の愛を知る。人間の怨念から生まれた妖怪ガシャドクロは鬼太郎と楓の力の前に倒れ、楓も現世へと戻る。鬼太郎への恋心が芽生えた楓だが、最後は鬼太郎に別れを告げるのであった。

### 登場人物（第2作目）

#### 鬼太郎ファミリー（第2作目）
鬼太郎
本作品の主人公。幽霊族の生き残りで、本作品では母親の埋まった墓の中から赤子の鬼太郎が産まれるシーンが挿入された。正義感と万物を愛する心が強い。髪の毛針、リモコン下駄、霊毛チャンチャンコ、体内電気など数々の特殊能力で妖怪が引き起こす難事件を解決してきた。
鬼太郎とその仲間たちは人間の味方として他の妖怪と対立することが多いが、だからといって彼らが「人間とは善なる存在である」と単純に考えているわけではなく、彼らは人間という生き物の愚かさは十分に承知しながらも、それでもなお人間を憎まず簡単に見捨てたり切り捨てたりということはしていないだけであり、彼らの優しさや善意に希望を抱いているのだ。先祖が人間に滅ぼされたと知りながらも、人間は嫌いにはなっていない（ただし、先祖を滅ぼしたことは完全に許すことは出来ていない）。
猫娘
鬼太郎の幼馴染で、半妖怪だが妖怪世界のアイドルでもある。鋭い爪の引っかき攻撃が最大の武器。鬼太郎に好意を寄せる。仲間の危機には自分を投げ出す優しさと強さの持ち主。ネコダンスと呼ばれる踊りも得意だが、「へた」だといわれてしまうこともある。前作のカツオ節の他にスルメも好物であることが描かれた。本作品では鬼太郎を庇って夜叉の剣先に傷ついてしまい倒れる。そのまま敵のアジトに拉致されてしまうが、ねずみ男によって救われる。
前作からヘアスタイルや衣装が全面的にイメージチェンジされている。
ねずみ男
鬼太郎の悪友で、鬼太郎とは切っても切れない腐れ縁の仲。半妖怪で力は弱いが、屁や口臭の臭さは強烈。お調子者で、気分や条件、その場の状況しだいで鬼太郎の敵にも味方にもなる。
今回の事件は三浦半島から鞨鼓を盗み出したことが事件の発端となる。本作品では拉致された猫娘を偶然助け出したり、最後には「待てる間はまだ大丈夫」と温かみのある優しい言葉をかけたりもする。小型のぬらりひょんの黄金像を盗むが、終盤に海に落としてしまった。
砂かけ婆
鬼太郎の母親代わりのような保護者的存在。少々短気だが、正義感が強い。砂の意思を読み取り、自在に操ることができ「砂太鼓」や「砂コンパス」など様々な道具を使う。子なき爺とは気が合い、本作品では一緒に温泉旅行へ出かけている。ぬらりひょんの手下である蛇骨婆とは長年にわたる因縁の宿敵らしい。
子なき爺
2tの石塊に変身して敵を圧殺する老人妖怪。持っている杖で相手を叩きのめすこともある。見かけによらず、戦闘時には鮮やかで素早い身のこなしを見せる。砂かけ婆とは気が合い、二人でよく行動をともにしている。夜叉と死闘を繰り広げ、絶体絶命のピンチになるが、ぬり壁に救われる。
一反木綿
鹿児島出身。長さ一反の木綿妖怪でどこまでも飛び回る。切られても水を付ければ再生する。暗い場所では目はサーチライトにもなる。チョコレートが大好物でチョコレートに釣られてねずみ男のいうことも聞くこともある。鬼太郎を始めとする空を飛べない妖怪にとっては遠隔地の移動、巨大戦では共に戦ってくれる。
ぬり壁
温厚な壁の妖怪。過去の映像を写す映写スクリーンの代わりにもなる。穏やかな性格だが強敵にも決して怯むことはなく、鉄壁の防御力で敵の攻撃を防ぐ楯となる。その頑強さの前には夜叉の絃針攻撃もただの針金に等しい。いまだ謎めいた部分が多く、様々な特殊能力を持っている。風穴を開けられても左官で直す。
前作は登場が少なめだったが、本作品は戦闘シーンでかなり活躍した。
目玉おやじ
妖怪に詳しい鬼太郎の父親。かつてはミイラ男のような姿で、本作品では鬼太郎の誕生時に亡骸の目玉が目玉おやじに生まれ変わるシーンが存在する。趣味は茶碗風呂。自分たちの祖先である幽霊族が「ご先祖様は実は人間によって滅ぼされた」という事実を、息子の鬼太郎には秘密にしていた。鬼太郎に「人間を憎んだり恨みを抱きながら生きてもらいたくない」と考えたのが、その理由である。

#### 現代の人間
比良本楓（ひらもと かえで）
本作品のヒロイン。心優しい性格だが、自己主張が苦手でわがままでキツイ性格と誤解されやすい。マーチングバンド部所属で、トランペット担当。大のお婆ちゃん子。
帰宅途中に呪いを受けて鱗を貼り付けられてしまい、物語が進むにつれ、少しずつ銀の鱗は増えてゆく。他人を簡単に信じないため、はじめは鬼太郎のことも信じようとしなかった。
後に自分が実は鬼道衆の子孫だったことを知り、自分のやるべきことは濡れ女を苦しみから助けることだと気づく。
最後は呪いを解かれ、呪いの証である鱗も消えた。前作のヒロイン・三浦実花とは違い、鬼太郎および妖怪に関する記憶を消されることはなかった。
友子
楓の親友でマーチングバンド部。
エリ
楓の親友でマーチングバンド部。都市伝説が好き。
部長
マーチングバンド部の部長。眼鏡をかけている。
ノベライズ版では告白した男子に振られまくるという記録を持ち、後輩によくやつあたりをする。
女性
雨の中を歩いていると、突然行方不明になってしまう。鬼道衆の子孫。

#### 妖怪（第2作目）

##### ぬらりひょんとその仲間
ぬらりひょん
日本妖怪の総大将を自任する最強妖怪。鬼太郎の宿敵。幽霊族の衝撃の過去を知っている。“絶対零度”の精神を持ち千年杉で作った杖を媒介にして発射する念動波などの超能力を持つ。永い生涯を通して、人間たちが自然を破壊し、互いに無益な争いを繰り返す様を目の当たりにしてきた。そして、愚かな人間を滅ぼすことを決意する。
濡れ女を利用し鬼道衆100人の魂を集めさせ、ガシャドクロを蘇らせたが、逆に吹き飛ばされてしまった。その後の消息は不明。
蛇骨婆
体に大蛇を巻きつけた老婆の姿の妖怪。ぬらりひょんの参謀役として、長年に渡って彼に従ってきた。砂かけ婆とは宿敵同士。多数の蛇を操る「蛇おろしの術」や死体を操る「クグツの術」を使う。最後はねずみ男の屁を喰らって昏倒した。
ガシャドクロ
巨大骸骨妖怪。18m以上で全身には骸骨が無数浮かび上がっており、心臓もある。源氏滅亡後、朝廷貴族が武家から実権を奪還するため、無数の死者の魂を転生させた。樹海の地下で永き眠りについていたが、人間を滅ぼそうとするぬらりひょんに利用されることになった。
濡れ女に魂を集めさせ、さらに大量の魂を吸収した濡れ女ごとぬらりひょんに心臓に送り込まれたことで復活。しかし濡れ女の怨念が強すぎたために彼女に乗っ取られるままに暴走する。濡れ女の怒りが消えた後も全身に纏った怨念が暴走を始めたが、鬼太郎と楓の想いが一つになったとき、それも消滅した。
手の目
手の平に目玉がある妖怪。ぬらりひょんの隠れ家で金庫番を任されている。
夜叉
東アジア出身の妖怪。性格はいたって残忍冷酷で、他者の生命に何の価値も見出さない。ぬらりひょんの客分として招かれたが、その詳しい出自は全く謎。武器を内蔵した二胡（胡弓）型の仕込みギターと弓剣を使う。
剣先で猫娘を傷つけ、冷静さを失った鬼太郎を肉塊にしてしまった。子なき爺、ぬり壁を追い詰めたが、鬼太郎に武器を壊され、最後は体内電気マックスパワーを喰らって死亡した。
ノベライズ版では元々は心優しかったが、それが夜叉らしくないと危惧した父がある方法を取ったために冷酷となり、一族を滅ぼしたとされる。鬼太郎に倒された後、髪の毛状の本体だけどこかへ去った。

##### その他の妖怪たち
さとり
人の心を読み取る桃色の鹿の妖怪。元は温厚な性格だったが長年にわたって人の心を読み続けるうちに、その醜さ、汚さに嫌気がさす。人の弱みに付け込み心を操り、糞を撒き散らす。素早いが、ツメが甘い。鬼太郎のテクニックに負け逃亡。最後は遭遇した夜叉にあっさりと倒されてしまった。
竹切り狸の夫婦
高尾山に棲む化け狸夫婦。山を引き払った天狗から鳳笙を預かっていた。
亭主狸は酒好きで女癖が悪く、性格もいいかげん。ねずみ男と意気投合する。
女房は気が強い鉄火肌の女狸。亭主を完全に尻に敷いており、彼の唯一の弱点らしい。得意料理は笹団子。
琵琶牧々
楽琵琶が変化した付喪神の妖怪。口が悪く、性格は偏屈で少々スケベ。
誕生以来800年もの間、妖霧に隠れた巨木に棲み続けていた。
三つ木霊
菊、椿、紅葉の古木から生まれた幼い三つ子の木霊。長女はハルカ、次女はヒビキ、末っ子はワタル。三人ともコケシに変化し、遠く離れた場所にいても互いに思考を読む能力を持っている。
文車妖妃
平安期の女官が恋文などをしまっていた箱（文車）が変化した付喪神系統に属する妖怪だが、外見は人間に近い。妖怪図書館の司書を務めている。
猫娘とは知り合いで、「妖妃ちゃん」と呼ばれており、猫娘は彼女から「猫お姉さま」と呼ばれている。目玉おやじにリラックスでき、疲れ目に効くカモミールと草津の湯の花をブレンドした特製風呂を仕立ててくれた。妖怪図書館の資料は何者か（おそらく鬼道衆と思われる）に改竄された物だった。
井戸仙人
元は大陸から渡来した人間で、日本で長い修行を積むことによって仙人と化し、現在も修行の日々を送っている。
千年前の濡れ女にまつわる真実を唯一知っている。濡れ女の純愛を知ったが、彼女が封印された後、高尾山の天狗と図って鬼道衆から鉦鼓と鳳笙を奪い取った。
閻魔大王
地獄の支配者。鬼太郎とは持ちつ持たれつの関係。海人の魂を連れて来たが、それは鬼太郎が長年の功績から賜った「亡き母を現世に呼ぶ権利」と引き換えであり、死者の魂を現世に連れて来られるのは一度きりだと鬼太郎に忠告した。しかし鬼太郎は「それでもいい」と言った。

#### 1000年前の三浦半島
海人（うみひと）
幼いころに台風で両親を亡くしたため、親切な村人たちに育てられた漁師の若者。本作品は彼と濡れ女との運命的な出会いが物語の鍵を握る。
当初は濡れ女（なみ）が封印されたと同時に彼女を見捨てて逃げたと思われていたが、実は村人たちに家に火を付けられる前に生まれて間もない赤子と共に村人たちに追われた末に海に突き落とされ、殺されていた。1000年後に真実を伝えることができた。
濡れ女
人魚の系統に属する美しい女妖怪。万物の魂を無傷の状態で抜き取る能力を持っている。海人と運命的な出会いを果たし、「なみ」と名を変え、人間として海人と結ばれ、一子を授かった。だが、村人たちに魔物扱いされ、鬼道衆に封印されてしまったうえ、その村人たちに「海人はお前を見捨てて逃げた」と嘘を吹き込まれたことで海人や人間を憎みながら暗闇をさ迷い続け、さらに全身に銀の鱗を生やした醜い姿に変貌した。
ぬらりひょんに「お前を元にもどしてやる」と唆され、鬼道衆末裔の魂を集めたが、利用されていた怒りで我を忘れ海蛇の姿になり暴走、直後ぬらりひょんに拘束され、そのままガシャドクロの心臓に入れられるも逆にガシャドクロを乗っ取り、怒りのままに暴走する。しかし楓の言葉に一瞬怒りを沈めるも再び暴走したが、閻魔大王の計らいで連れてこられた海人から真実を伝えられると同時に彼から改めて自分を愛していると伝えられたことで元に戻り和解、楓に感謝の言葉を伝え、海人や子供と共に笑顔で成仏した。
海人と濡れ女の子供
海人と人間となった濡れ女（なみ）との間に生まれた赤子。生まれて間もなく両親から愛情深く育てられていたが、村人たちから「魔物の子」と罵られ、父である海人と共に村人たちによって海に突き落とされ、殺されてしまった。1000年後に海人に抱き抱えながら母である濡れ女と再会を果たす。
村人
幼くして両親を亡くし孤児となった海人を育ててきたが、海人と濡れ女が結ばれたことに彼らは住む世界の違う2人の関係をよしとせず、凶作の原因を濡れ女のせいだと一方的に決めつけて鬼道衆を呼び寄せ、濡れ女を封印させると同時に海人と2人の子供を殺した。
長老
この村に住んでいた長老。海人と濡れ女が結ばれてから村で魚が獲れなくなるなどの凶作に悩まされるようになった村人たちに鬼道衆を呼び寄せ、濡れ女を封印させるよう促した。
鬼道衆
魔法や魔術などのシャーマニズム的な能力である「鬼道」を使う霊能者の集団。
魏志倭人伝の原文にも「事鬼道能惑衆」として登場し、卑弥呼がその能力を持っていたといわれる。日本各地で、怪しげな悪霊を封じるための旅をしていた。村人の依頼で濡れ女（なみ）を封印した。

### キャスト（第2作目）
- 鬼太郎：ウエンツ瑛士
- 比良本楓：北乃きい
- 猫娘：田中麗奈
- ねずみ男：大泉洋
- 砂かけ婆：室井滋
- 子なき爺：間寛平
- 目玉おやじ：田の中勇（声の出演）
- 一反木綿：柳沢慎吾（声の出演）
- ぬり壁：伊集院光（声の出演）
- 文車妖妃：中川翔子（友情出演）
- 濡れ女（なみ）：寺島しのぶ
- 海人：萩原聖人
- 濡れ女の子供：友安一翔
- 閻魔大王：津嘉山正種（声の出演）
- 井戸仙人：笹野高史
- つるべ火：軽部真一
- 竹切り狸の夫婦：ブラザートム、星野亜希
- 琵琶牧々：河本準一（次長課長）
- 赤子鬼太郎：秦来陽
- 三つ木霊：（長女・ハルカ）向井地美音（現AKB48）、（次女・ヒビキ）佐々木麻緒、（末っ子・ワタル）荒木博斗
- 雨の中の女性：稲葉さゆり
- 枕返し：中野美奈子
- 友子：岡本玲
- エリ：夏生さち
- マーチングバンド部の部長：山下結穂
- 漁師：田村泰二郎、有福正志、小豆畑雅一
- 長老：梅津栄
- さとり：上地雄輔
- 夜叉：ソ・ジソブ
- 鬼道衆頭目：京極夏彦
- 蛇骨婆：佐野史郎
- ぬらりひょん：緒形拳

### スタッフ（第2作目）
- 監督：本木克英
- 企画：清水賢治
- 脚本：沢村光彦
- 撮影：金子正人
- 照明：金沢正夫
- 美術監督：稲垣尚夫
- 音楽：高梨康治
- 録音：岸田和美
- 編集：川瀬功
- キャラクター監修：柘植伊佐夫
- VFXスーパーバイザー：長谷川靖
- 特殊メイク：江川悦子
- 衣装デザイン：ひびのこづえ
- アクションコーディネーター：諸鍛冶裕太
- 音楽プロデューサー：安井輝
- 配給：松竹
- 製作：「ゲゲゲの鬼太郎」フィルムパートナーズ（松竹、フジテレビジョン、電通、バーニングプロダクション、テンカラット、バンダイ、読売広告社、Yahoo! JAPAN）

### 主題歌（第2作目）
オープニング
「ゲゲゲの鬼太郎」フレーベル少年合唱団
エンディング
「風立ちぬ」中村中

### 小説（第2作目）
- 『ゲゲゲの鬼太郎 千年呪い歌』原案：水木しげる 著：沢村光彦（2008年6月28日発売）/扶桑社刊（ISBN 4-59-405690-3）

本作品の脚本家自らが手掛けたノベライズ。夜叉の章やエピローグ部分などノベライズのみの書き下ろしの章がある。

### 製作余話（第2作目）
今作では前作での鬼太郎の片目の謎が明らかになっており、実は義眼をつけていた設定である。このアイデアは原作ファンであり今作に出演している佐野史郎の提案によるものであった。鬼太郎が目の辺りから義眼を外し、また多くの義眼をコレクションしているシーンがある。
パンフレットには、京極夏彦と佐野史郎の対談が掲載され、本作品および鬼太郎というキャラクターの可能性について熱く語られている。また、京極は作中にも鬼道衆の頭目役でカメオ出演している。
パンフレットによれば、フルCGで登場するガシャドクロが女性という設定であり、理由は100人の女性の魂で復活したからである。
ウエンツは、下駄履きで左目が見えないというアクションに不向きなスタイルだったが、持ち前と勘の良さでスタントなしにこなした。1000年前のシーンで濡れ女が海に入るシーンは寺島しのぶが自ら12月の海に入って撮影が行われた。さとり役の上地は身に付けている物が30キロくらいあったらしい。それでも本番ではしなやかなアクションを見せた。

### テレビ放送
2015年12月4日、同年11月30日に死去した水木の追悼企画としてフジテレビ系列の『金曜プレミアム』で放送された（21:00 - 23:22。解説ナレーター - バッキー木場）。

## キャストと登場人物一覧
| キャラクター | ゲゲゲの鬼太郎       | ゲゲゲの鬼太郎 千年呪い歌 |
| ------------ | -------------------- | ------------------------- |
| 鬼太郎       | ウエンツ瑛士         | ウエンツ瑛士              |
| 三浦実花     | 井上真央             |                           |
| 猫娘         | 田中麗奈             | 田中麗奈                  |
| ねずみ男     | 大泉洋               | 大泉洋                    |
| 砂かけ婆     | 室井滋               | 室井滋                    |
| 子なき爺     | 間寛平               | 間寛平                    |
| 目玉おやじ   | 田の中勇（声の出演） | 田の中勇（声の出演）      |
| 一反木綿     | 柳沢慎吾（声の出演） | 柳沢慎吾（声の出演）      |
| ぬり壁       | 伊集院光（声の出演） | 伊集院光（声の出演）      |
| 比良本楓     |                      | 北乃きい                  |